# 5861 Glynjones
5861 Glynjones eller 1982 RW är en asteroid i huvudbältet som upptäcktes den 15 september 1982 av den amerikanske astronomen Edward L.G. Bowell vid Anderson Mesa Station. Den är uppkallad efter den brittiske astronomen Kenneth G. Jones.
Asteroiden har en diameter på ungefär 3 kilometer.